# 枇杷島銀行
枇杷島銀行（びわじまぎんこう）は、愛知県西春日井郡西枇杷島町（現清須市）に本店があった明治期から大正期の私立銀行。
1896年（明治29年）に、愛知県西枇杷島町を本店に資本金9万5千円（全額払込済）で設立。初代頭取には天埜佐兵衛が就任。1918年（大正7年）に愛知銀行（東海銀行の前身の一つ）に営業譲渡し歴史の幕を閉じた。

## 沿革
- 1896年（明治29年）4月16日：設立
- 1896年（明治29年）5月18日：開業
- 1918年（大正7年）6月3日：愛知銀行に営業譲渡
- 1918年（大正7年）6月27日：解散

## 営業譲渡時の頭取等
- 頭取：川島松次郎
- 資本金：30万円（払込済17万7千円）

## 営業譲渡時の店舗網
- 本店

西春日井郡西枇杷島町小田井東六軒町18番地
営業譲渡後は愛知銀行枇杷島支店。東海銀行設立後は同行枇杷島支店。
- 支店（3箇店）

新川（営業譲渡後は愛知銀行枇杷島支店。東海銀行設立後は同行尾張新川支店。）
清水
牧野